# All the Tired Horses
All the Tired Horses è una canzone scritta da Bob Dylan e pubblicata come prima traccia dell'album doppio Self Portrait del 1970.

## Descrizione
Il brano è principalmente conosciuto per il fatto che non venga cantato da Dylan. La partitura vocale è infatti eseguita da un coro di voci femminili (composto da Hilda Harris, Albertine Robinson e Maeretha Stewart) che ripete continuamente ed esclusivamente i seguenti due versi:
How'm I s'posed to get any ridin' done?»
come ho potuto pensare di cavalcarne ancora?»
(All the Tired Horses, Bob Dylan)
La melodia, sempre uguale per tutti gli effettivi 3 minuti e 14 secondi del brano, è accompagnata da vari strumenti. La canzone, impostata su una chiave di Do maggiore, consta di una peculiare progressione armonica che si ripete. Questa si traduce nella chiave data da Do-La minore-Mi minore-Sol.
La canzone fa parte della colonna sonora del film del 2001 Blow.

## Altre versioni
- The Sports: nell'album The Sports Play Dylan (and Donovan) (1981)
- The Narrator: in All That to the Wall (2007)
- Tim Heidecker & The Earth Is A Man (2012)